# Yachay

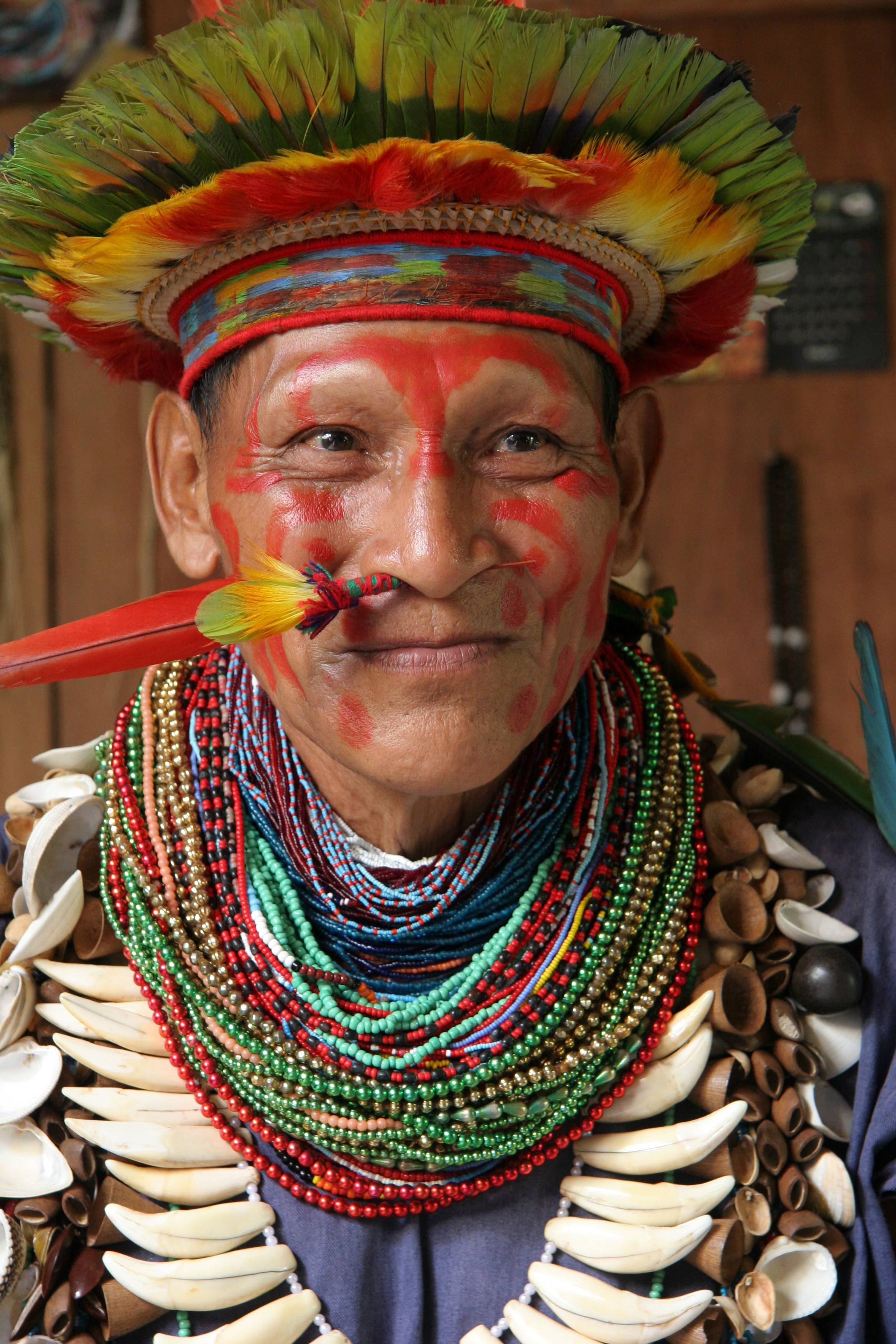
Um xamã da Amazônia em junho de 2006.

Yachay é um tipo especial de fleuma, confeccionados por xamãs e feiticeiros da bacia amazônica peruana; de onde os xamãs acreditam conter a essência de seu poder. Assumem formas de virotes, tsentsak, dardos, flechas, ou pedaços de ossos são exemplos do que pode estar contido na fleuma. Acredita-se que os componentes da fleuma possam ser disparados pela boca. Efeitos de feiticeiros também podem ser removidos por um xamã, que os suga para fora do corpo da vítima.

## Etimologia
Yachay é a palavra em quíchua para conhecimento. É derivado do verbo yacha (saber), referindo-se especificamente ao conhecimento ritualístico. Da mesma forma, a palavra para xamã também é yachak em quíxua, ou alguém com conhecimentos notáveis.

## Mariri
Mariri é o nome tradicional de um espírito da natureza que os povos indígenas acreditam viver no catarro ou saliva.  Acredita-se que o espírito seja alimentado pela fumaça do tabaco. Os xamãs acreditam que podem expelir o espírito à vontade e, em seguida, transmiti-lo a um discípulo. O discípulo recebe o mariri engolindo a substância regurgitada das mãos do xamã ou fumando-o através de um cachimbo. Acredita-se também que o mariri possa ser dado aos espíritos da natureza, como o espírito das plantas que compõem da ayahuasca..
Xamãs usam mariri como defesa e proteção em atos de magia. O mariri também é considerado uma cura poderosa.